# Amorphophallus synandrifer
Amorphophallus synandrifer är en kallaväxtart som beskrevs av Wilbert Leonard Anna Hetterscheid och Van Dzu Nguyen. Amorphophallus synandrifer ingår i släktet Amorphophallus och familjen kallaväxter. Inga underarter finns listade.